# Adolf Ledebur
Karl Heinrich Adolf Ledebur, né le 11 janvier 1837 à Blankenburg et mort le 7 juin 1906 à Freiberg, est un métallurgiste allemand, découvreur de la lédéburite. 

## Biographie
Ledebur est le fils d'un maître de poste, décédé en 1856. À cette époque, Adolf Ledebur effectue un stage dans l'usine sidérurgique du duc de Brunswick à Zorge. À partir de 1856, il étudie au Collège Carolin (de) de Brunswick. En 1858, il doit mettre fin à ses études pour des raisons financières et travaille par intérim comme directeur d'usine à Zorge, puis à Rübeland. En 1859, Ledebur est admis à passer l'examen d'officier de la métallurgie. Après avoir passé son examen, il commence à travailler en 1862 comme aspirant métallurgiste à l'usine métallurgique du comte Otto zu Stolberg-Wernigerode à Ilsenburg. En 1866, Ledebur, qui a été promu contrôleur de la métallurgie en 1864, épouse la fille de l'inspecteur de la métallurgie d'Ilsenburg, Eduard Schott (de). Entre 1869 et 1871, Ledebur dirige l'exploitation de la fonderie de fer Schwarzkopff à Berlin, puis il passe aux usines sidérurgiques du comte von Einsiedel (de) à Gröditz, où il a occupé en dernier lieu le poste de maître métallurgiste.
Adolf Ledebur est nommé directeur en 1875 du laboratoire de sidérurgie à l'École des mines de Freiberg, où il est titulaire depuis un an de la chaire de sidérurgie et des sels minéraux. En 1882, il montre comment le fer et le carbone peuvent se dissocier dans la fonte grise : l'alliage étudié prend alors le nom de lédéburite.

## Publications et œuvres (liste non exhaustive)
- (de) Adolf Ledebur, Die Gasfeuerungen Fur Metallurgische Zwecke, Verlag von Arthur Felix, 1891, 126 p. (lire en ligne)
- (de) Adolf Ledebur, Die Legierungen In Ihrer Anwendung Fur Gewerbliche Zwechke. Ein Hand- Und Hulfsbuchlein Fur Samtliche Metallgewerbe, M. Krayn, 1906, 171 p. (lire en ligne)
- (de) Adolf Ledebur, Handbuch der Eisenhüttenkunde. Für den Gebrauch in der Praxis wie zur Benutzung beim Unterrichte bearbeitet, t. 1, 1884, 287 p. (lire en ligne)
- (de) Adolf Ledebur, Handbuch der Eisenhüttenkunde. Für den Gebrauch in der Praxis wie zur Benutzung beim Unterrichte bearbeitet : Das Roheisen und seine Darstellung, t. 2, 1906, 342 p. (lire en ligne)
- Adolf Ledebur (trad. Barbary de Langlade revu et annoté par F. Valton), Manuel théorique et pratique de la métallurgie du fer, Tome I et Tome II, Librairie polytechnique Baudry et Cie éditeur, 1895
- (de) Adolf Ledebur, Die Oefen für metallurgische Processe : Für Hüttenleute, Metallwaarenfabrikanten, Werkführer und Studirende der Metallurgie, Craz & Gerlach, 1878 (lire en ligne)
- (de) Adolf Ledebur, Leitfaden für Eisenhütten-laboratorien, Druck und Verlag von Friedrich Vieweg und Sohn, 1880, 80 p. (lire en ligne)
- Adolf Ledebur, « Sur la présence du calcium et du magnésium dans le fer », Le moniteur scientifique du docteur Quesneville, Dr. G. Quesneville, 4e série, t. XVIII,‎ janvier 1904, p. 52-53 (ISSN 1153-9828, BNF 34437525, lire en ligne)traduction de Stahl und Eisen, 1902, 710